# امیر قاسمی‌منجزی
امیر قاسمی‌مُنجِزی (زاده ۱۳۶۶ در مسجدسلیمان) کشتی‌گیر فرنگی‌کار در وزن ۱۳۰ کیلوگرم تیم ملی ایران و دارنده مدال طلای قهرمانی آسیا در سنگین وزن کشتی فرنگی است.
او توانست در مسابقات انتخابی المپیک ۲۰۱۶، سهمیه المپیک را در وزن ۱۳۰ کیلوگرم کسب کند، اما بنابر تصمیم کادر فنی تیم ملی کشتی و شخص محمد بنا، سرمربی تیم، از ترکیب تیم برای اعزام به المپیک خط خورد و بشیر باباجان‌زاده جانشین او شد.<
وی در مسابقات قهرمانی کشتی آسیا ۲۰۱۹ در وزن ۱۳۰ کیلوگرم قهرمان آسیا شد.

## کسب سهمیه المپیک

### ۲۰۱۶
امیر قاسمی‌منجزی، توانست در رقابت‌های جهانی گزینشی المپیک ۲۰۱۶ در اولان باتور (مغولستان)، مدال طلا را به دست بیاورد و سهمیه المپیک را کسب کند.

### ۲۰۲۰
امیر قاسمی‌منجزی در مسابقات قهرمانی کشتی جهان ۲۰۱۹ در وزن ۱۳۰ کیلوگرم پنجم شد و سهمیه المپیک را کسب کرد.

## فعالیت حرفه‌ای ورزشی

### قهرمانی آسیا ۲۰۱۶
امیر قاسمی‌منجزی پس از استراحت در دور مقدماتی موفق شده بود حریفانی از ازبکستان و قزاقستان را شکست دهد. منجزی در دیدار فینال کشتی فرنگی قهرمانی آسیا به مصاف مرات رامانوف از قرقیزستان رفت و با ضربه فنی پیروز شد و به قهرمانی رسید.

### قهرمانی آسیا ۲۰۱۹
قاسمی منجزی در دور اول با نتیجه ۲ بر ۱ مورات رامونوف دارنده مدال نقره آسیا از قرقیزستان را مغلوب کرد. وی در دور بعد و در مرحله نیمه نهایی با نتیجه ۸ بر صفر مین سئوک کیم دارنده مدال برنز جهان و بازی‌های آسیایی از کره جنوبی را از پیش رو برداشت و به دیدار فینال راه یافت. منجزی در دیدار فینال وزن ۱۳۰ کیلوگرم در مقابل مومن جان عبدالله‌یف قهرمان بازی‌های آسیایی ۲۰۱۸ از ازبکستان قرار گرفت و با نتیجه ۳ بر ۲ به پیروزی رسید.

### قهرمانی جهان ۲۰۱۹
در وزن ۱۳۰ کیلوگرم امیر قاسمی منجزی در دور نخست با نتیجه ۳ بر یک از سد استفان دیوید از چک گذشت وی در دور بعد مقابل سرگی سمینوف قهرمان جهان و دارنده مدال برنز المپیک از روسیه با نتیجه ۶ بر ۴ به پیروزی دست یافت. وی در دور سوم و در مرحله یک چهارم نهایی مومن جان عبدالله‌یف قهرمان بازی‌های آسیایی از ازبکستان را با نتیجه ۳ بر یک مغلوب کرد و ضمن کسب سهمیه المپیک به مرحله نیمه نهایی راه یافت. قاسمی در این مرحله مقابل اسکار پینو دارنده مدال برنز جهان از کوبا با نتیجه ۶ بر ۲ مغلوب شد و به دیدار رده بندی رفت. قاسمی منجزی در این دیدار مقابل هیکی نابی از استونی دارنده مدال‌های نقره المپیک و طلا، نقره و برنز جهان قرار گرفت و با نتیجه ۸ بر صفر سه اخطاره شد و به عنوان پنجم رسید.